# Ретерт
Ретерт (њем. Rettert) општина је у њемачкој савезној држави Рајна-Палатинат. Једно је од 137 општинских средишта округа Рајн-Лан. Према процјени из 2010. у општини је живјело 461 становника. Посједује регионалну шифру (AGS) 7141117.

## Географски и демографски подаци
Ретерт се налази у савезној држави Рајна-Палатинат у округу Рајн-Лан. Општина се налази на надморској висини од 415 метара. Површина општине износи 5,8 km². У самом мјесту је, према процјени из 2010. године, живјело 461 становника. Просјечна густина становништва износи 79 становника/km².